# 3 février 1910
Le jeudi 3 février 1910 est le 34e jour de l'année 1910.

## Naissances
- Étienne Manac'h (mort le 14 février 1992), enseignant, résistant, diplomate et écrivain français
- Alice Delaunay (morte en 2003), femme politique française
- Blas Galindo (mort le 19 avril 1993), compositeur, chef d'orchestre et professeur de musique mexicain
- Liu Chi-hsiang (mort le 27 avril 1998), peintre taïwanais
- Louis G. Henyey (mort le 18 février 1970), astronome américain
- Moshe Czerniak (mort le 31 août 1984), joueur d'échecs israélien d'origine polonaise
- Nafissa Sid Cara (morte le 2 juin 2002), femme politique française
- Pierre-Marie Rougé (mort en juin 1977), prélat français
- Robert Earl Jones (mort le 7 septembre 2006), acteur américain
- Yvonne Jospa (morte le 20 janvier 2000), résistante belge

## Décès
- Édouard du Mesnildot (né le 21 décembre 1833), personnalité politique française

## Événements
- Le Français Léon Lemartin bat le record du monde de vol avec passagers, portant celui-ci à sept personnes dont le pilote. Nous sommes à Pau, sur Blériot XIII, en présence du constructeur qui suit le vol à la jumelle